# Le Pellerin
Pour les articles homonymes, voir Pellerin.
Le Pellerin est une commune de l'Ouest de la France, dans le département de la Loire-Atlantique, en région Pays de la Loire.
Le Pellerin comptait 4 841 habitants au recensement de 2014. Ses habitants s'appellent les Pellerinais.

## Géographie

### Communes limitrophes
Les communes limitrophes en sont Couëron, Saint-Jean-de-Boiseau, Brains, Cheix-en-Retz, Rouans, Vue, Frossay, Bouée, Cordemais et Saint-Étienne-de-Montluc.
| Bouée Cordemais Saint-Étienne-de-Montluc | Couëron       |                       |
| Frossay Vue                              | Pellerin      | Saint-Jean-de-Boiseau |
| Rouans                                   | Cheix-en-Retz | Brains                |

Les communes situées au nord du fleuve sont aussi limitrophes. Ce n'est qu'à partir de Paimbœuf que l'estuaire entre dans le domaine public maritime.

### Localisation
Le Pellerin est situé sur la rive sud de la Loire, à environ 20 km du centre de Nantes. Le territoire communal, d'une superficie de 30 km2 (3 000 ha), s'étire le long du fleuve sur une longueur d'une quinzaine de kilomètres.
Le Pellerin fait historiquement partie du Pays de Retz, du royaume puis du duché de Bretagne.

### Géographie physique
Le territoire du Pellerin se subdivise nettement en deux zones :
- La moitié Ouest, plate et peu élevée (entre 1 et 6 mètres au-dessus du niveau de la mer), est constituée de sols alluviaux, résultats de l'accumulation de sédiments déposés par la Loire entre ses îles (île de Bois, île Sardine, île des Masses...). La végétation est composée principalement de joncs, de roseaux, de vastes pâtures, ponctuées par de rares bosquets ou des alignements de peupliers le long des digues. Le réseau d'anciens bras de Loire qui le quadrillent facilite les crues qui peuvent inonder une grande partie des prairies. Les Réserves de Chasse et de Faune Sauvage du Massereau et du Migron sont en partie situées sur la commune du Pellerin. Les limites cadastrales du Pellerin correspondent à l'ancien lit de la Loire, ainsi certains territoires telle la cale du Paradis, pourtant sur la rive Nord, lui appartiennent. La Loire, maintes fois remaniée — c'est-à-dire draguée et enrochée — a adopté un lit mineur différent. L'inondation cyclique des îles tend à se raréfier et s'explique par l'approfondissement du chenal de la Loire.
- La moitié Est a un sol cristallin, constitué de schistes et de gneiss. Elle correspond à l'extrémité ouest du sillon de Bouguenais et culmine à 25 mètres, vers les hameaux de La Villeneuve et du Margat. Le bourg du Pellerin est sis sur un promontoire borné par deux petites vallées : celle du Surchaud à l'est et celle du Port-Chassé à l'ouest. Plusieurs coteaux de Loire ont été exploités comme carrières de granit, de gneiss (Les Coteaux) et, plus à l'intérieur, de kaolin (La Ville au Vay). La partie supérieure du plateau ligérien (partie sud-est de la commune) présente des terres propices au vignoble, mais celui-ci est resté de piètre qualité. Quelques arpents fournissent un gros-plant honnête.

### Géographie humaine
La polyculture, comme dans la plupart des communes du Pays de Retz, est longtemps restée le mode agricole dominant. Les cultures de céréales sont associées à l'élevage, en particulier bovin et équin (il subsiste dans le bourg la Canalière des Iles, réputée pour ses chevaux). La production laitière fut importante, ce qu'atteste la présence d'une ancienne laiterie à La Ville-au-Vay. Quelques arpents de vigne dans le Sud-Est contribuent à maintenir une diversité des productions.
Outre des activités traditionnelles d'agriculture, elle a autrefois développé une petite mais lucrative activité de pêche à la civelle, aujourd'hui strictement règlementée. Celle-ci a connu son apogée au début des années 1980, époque où plus d'une centaine de bateaux — dont certains de la Baie de Quiberon — venaient s'amarrer sur les quais (mois de février et mars) et attiraient des mareyeurs espagnols ou japonais.
L'activité économique est regroupée d'une part sur les quais de Loire, avec un atelier du Grand port maritime de Nantes-Saint-Nazaire, et d'autre part sur la Zone d'Activité de la Brehannerie. Aujourd'hui, la majorité des actifs pellerinais travaille à l'extérieur de la commune, en particulier autour ou dans la ville de Nantes.

### Voies de communication et transports

#### Réseau routier
L'accès routier est facilité par la jonction avec la route D 723, qui est à 2x2 voies jusqu'au Pellerin.
Pour les cyclistes, la véloroute La Loire à vélo traverse également la commune.

#### Voies ferroviaires
Aucune voie ferrée ne parcourt la commune.

#### Transports en commun

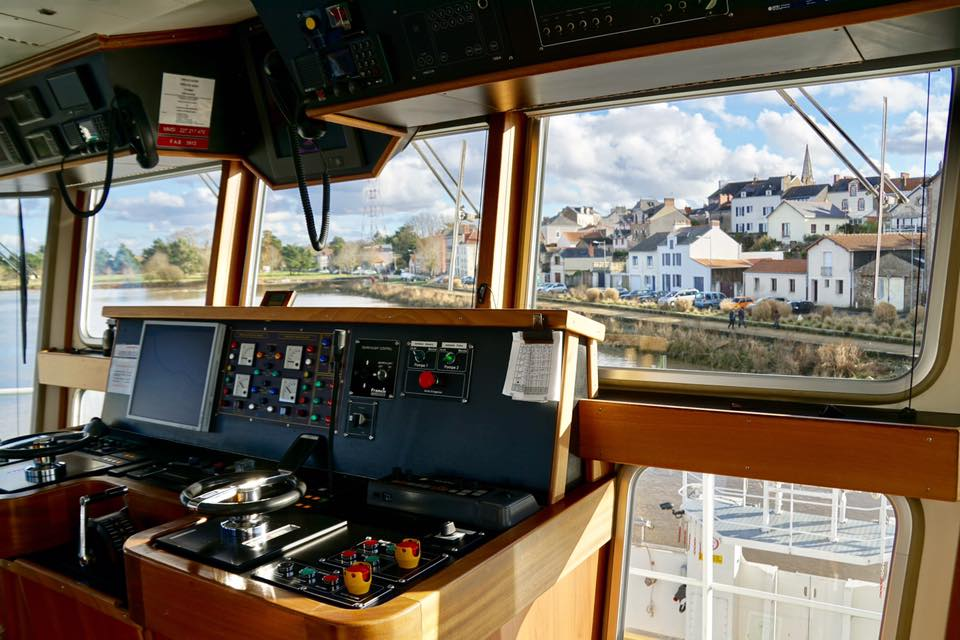
Le Pellerin, vu de la cabine de pilotage du Bac.

Le Pellerin est desservie par 2 lignes de bus du réseau TAN en connexion avec le réseau de tramway : la ligne 78 (qui rejoint le terminus Neustrie de la ligne 3) et la ligne E8 (qui relie la commune aux lignes 2 et 3 du tramway ainsi qu'à la ligne 4).
La commune est également desservie par la ligne 301 du réseau régional Aléop.
Un bac de Loire assure aussi la traversée de la Loire entre Le Pellerin et Couëron, et permet de rejoindre la ligne 71 qui remonte jusqu'à Saint-Herblain et la ligne 1.

### Climat
Pour des articles plus généraux, voir Climat des Pays de la Loire et Climat de la Loire-Atlantique.
En 2010, le climat de la commune est de type climat océanique franc, selon une étude du CNRS s'appuyant sur une série de données couvrant la période 1971-2000. En 2020, Météo-France publie une typologie des climats de la France métropolitaine dans laquelle la commune est exposée à un climat océanique et est dans la région climatique  Bretagne orientale et méridionale, Pays nantais, Vendée, caractérisée par une faible pluviométrie en été et une bonne insolation. 
Pour la période 1971-2000, la température annuelle moyenne est de 12,2 °C, avec une amplitude thermique annuelle de 13,3 °C. Le cumul annuel moyen de précipitations est de 827 mm, avec 12,5 jours de précipitations en janvier et 6,4 jours en juillet. Pour la période 1991-2020, la température moyenne annuelle observée sur la station météorologique de Météo-France la plus proche, « Nantes-Bouguenais », sur la commune de Bouguenais à 10 km à vol d'oiseau, est de 12,7 °C et le cumul annuel moyen de précipitations est de 819,5 mm,. Pour l'avenir, les paramètres climatiques de la commune estimés pour 2050 selon différents scénarios d'émission de gaz à effet de serre sont consultables sur un site dédié publié par Météo-France en novembre 2022.

## Urbanisme

### Typologie
Au 1er janvier 2024, Le Pellerin est catégorisée ceinture urbaine, selon la nouvelle grille communale de densité à sept niveaux définie par l'Insee en 2022.
Elle appartient à l'unité urbaine de Le Pellerin, une unité urbaine monocommunale constituant une ville isolée,. Par ailleurs la commune fait partie de l'aire d'attraction de Nantes, dont elle est une commune de la couronne,. Cette aire, qui regroupe 116 communes, est catégorisée dans les aires de 700 000 habitants ou plus (hors Paris),.

### Occupation des sols
L'occupation des sols de la commune, telle qu'elle ressort de la base de données européenne d’occupation biophysique des sols Corine Land Cover (CLC), est marquée par l'importance des territoires agricoles (70,4 % en 2018), une proportion sensiblement équivalente à celle de 1990 (71,1 %). La répartition détaillée en 2018 est la suivante : 
prairies (57,2 %), eaux continentales (11,8 %), zones agricoles hétérogènes (8,4 %), zones urbanisées (7,1 %), zones humides intérieures (6,7 %), terres arables (4,8 %), eaux maritimes (3,2 %), zones industrielles ou commerciales et réseaux de communication (0,6 %), forêts (0,1 %). L'évolution de l’occupation des sols de la commune et de ses infrastructures peut être observée sur les différentes représentations cartographiques du territoire : la carte de Cassini (XVIIIe siècle), la carte d'état-major (1820-1866) et les cartes ou photos aériennes de l'IGN pour la période actuelle (1950 à aujourd'hui).

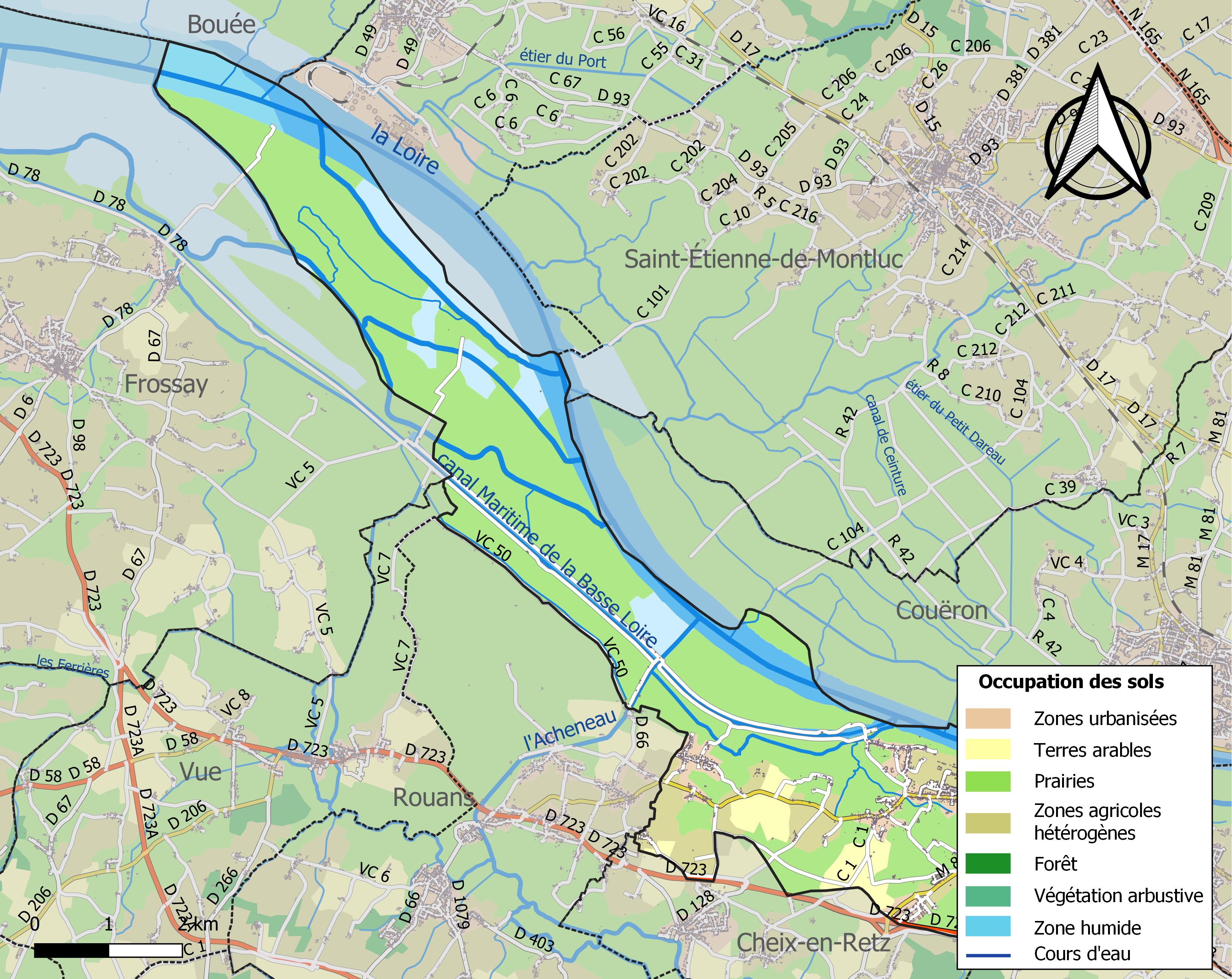
Carte des infrastructures et de l'occupation des sols de la commune en 2018 (CLC).

## Toponymie
Le nom de la localité est attesté sous les formes Sancta Maria de Peregrino en 1030, Peregrini, Peregrinum vers 1065, Pontage, Pontello, Pontellum, Pelerino, Pèlerin, Le Pellerin,. Le Pellerin avec deux « l » vient d'une erreur orthographique répétée au cours des temps et de ce fait est entrée dans la normalité.
Le nom du Pellerin vient du latin peregrinum au sens de « lieu de passage », sens commun aux langues romanes (peregrin) du fait que le village faisait partie des points de passage traditionnels des pèlerins qui descendaient à Saint-Jacques-de-Compostelle au Moyen Âge
, : c'était en effet l'un des points de passage de la Loire.
Le Pellerin possède un nom en gallo, la langue d'oïl locale : Le Pelerein selon l'écriture ELG, ou L'Pèlrâin ou L'Pèlrin selon l'écriture MOGA. En gallo, le nom de la commune se prononce [ləpɛlʁœ̃ː] ou [lpəlʁɛ̃].
En 1944, Théophile Jeusset crée un nom en breton pour la localité : Pirc'hirin. Pirc'hirin signifie pèlerin en breton. La forme bretonne actuelle proposée par l'Office public de la langue bretonne est Pentelloù. Cette forme est due à une erreur d'interprétation des formes écrites[réf. nécessaire].

## Histoire
Il subsiste aujourd'hui un bac qui assure le transport de véhicules et de passagers vers la commune située de l'autre côté du fleuve : Couëron. Le souvenir de la période où la ville voyait passer des pèlerins est encore visible dans les coquilles qui ornent le blason de la commune, ces coquilles symbolisant les pèlerins de Compostelle.
- Au Xe siècle, le site — quelques huttes de pêcheurs — aurait été englobé dans l'enclave Viking de Basse-Loire. Au XIe siècle est attestée l'existence d'un prieuré au Pellerin[19]; le site primitif, qui correspondrait à peu près au quai L'Herminier, ne comportait alors que quelques foyers de pêcheurs sédentaires. Au XIe siècle,Quiriac, évêque de Nantes, donne ensuite l'église du Pellerin aux moines de l'Abbaye de Marmoutier située en Touraine; c'est l'époque des défrichements et de la mise en valeur de l'« arrière-pays », les fermes se multiplient. Durant tout le Moyen Âge et l'époque moderne, Le Pellerin est un port de pêche qui développe en parallèle une activité de construction navale. Pendant la période révolutionnaire — où elle s'appelle « Port-Brutus » — la commune est le lieu de violents affrontements entre troupes républicaines et royalistes. L'ancienne église est partiellement détruite lors de ces combats.
- De 1720 à 1775 est aménagé le canal de Buzay, dont la dernière section traverse la commune avant de se jeter dans l'estuaire de la Loire.
- On compte dans la seconde moitié du XIXe siècle près d'une dizaine de chantiers produisant chalands et gabarres. À la fin du XIXe siècle, la construction du canal de la Martinière entraîne l'afflux de plusieurs centaines d'ouvriers, qui contribuent à modifier la composition sociale du Pellerin. Au début du XXe siècle, le passage du fleuve est assuré par un « ferry-boat » (Le « Saint-Julien »), qui use des chaînes posées en travers du fleuve pour se déplacer. La réparation des bateaux est en plein essor au Pellerin et le nombre d'ouvriers (pour la plupart des Finistériens, des Morbihannais et des Vendéens) augmente fortement. Pendant la Première guerre mondiale, le château est transformé en hôpital militaire.
- Entre les deux guerres, c'est un lieu de détente prisé des Nantais qui viennent flâner le long des quais et du canal. Des régates sont organisées le week-end, tandis qu'une charrière, combinaison d'une barge tractée et d'un vapeur, assure les allers et retours avec Couëron. Lors de la retraite de l'armée allemande en 1944, les forces d'occupation coulèrent plusieurs navires en travers de la Loire, afin d'obstruer le trafic maritime vers le port de Nantes. Le plus important d'entre eux, l'Antarktis, d'origine norvégienne, n'a pas pu être renfloué et dresse encore ses mâts au-dessus des nouvelles berges du fleuve, sur la commune voisine de Saint-Jean-de-Boiseau. Les travaux, qui durèrent jusqu'en 1951, eurent pour but de sauver les bateaux qui n'avaient pas trop souffert et surtout de modifier le tracé du fleuve, afin de faciliter le trafic entre Nantes et Saint-Nazaire. Le chantier fut surnommé « Bikini », faisant référence à l'atoll du Pacifique qui avait servi de terrain d'expérimentation nucléaire pour les États-Unis. En 1955, Le Pellerin reçoit son premier bac amphidrome, le Saint-Bernard ; il sera suivi du François II (1962), du Saint-Hermeland (1970) et du Lola (2012).
- De 1976 à 1979, Le Pellerin est le théâtre de nombreuses manifestations, parfois violentes, contre la construction par EDF d'une centrale nucléaire à cheval sur les communes du Pellerin et de Cheix-en-Retz. Le projet sera finalement abandonné en 1983, pour tenter de renaître sur le site du Carnet à Frossay ; là encore, l'implantation n'ira pas à son terme et le projet est officiellement abandonné en 1997.

## Politique et administration

### Liste des maires
Le Pellerin appartient à l'arrondissement de Nantes. C'est le chef-lieu d'un canton qui comprend Cheix-en-Retz (1 047 habitants), La Montagne (6 215 habitants), Port-Saint-Père (2 910 habitants), Rouans (2 913 habitants), Saint-Jean-de-Boiseau (5 692 habitants), Sainte-Pazanne (6 659 habitants) et Vue (1 648 habitants), soit plus de 26 000 habitants selon le rencensement de .2016

### Politique de développement durable
La commune a engagé une politique de développement durable en lançant une démarche d'Agenda 21 en 2010.

### Jumelages
- North Ferriby (Royaume-Uni)[36]

## Population et société

### Démographie
Selon le classement établi par l'Insee, Le Pellerin est une ville isolée qui fait partie de l'aire urbaine, de la zone d'emploi et du bassin de vie de Nantes. Toujours selon l'Insee, en 2010, la répartition de la population sur le territoire de la commune était considérée comme « peu dense » : 83 % des habitants résidaient dans des zones « intermédiaires », 16 % dans des zones « peu denses » et 1 % dans des zones « très peu denses ».

#### Évolution démographique
L'évolution du nombre d'habitants est connue à travers les recensements de la population effectués dans la commune depuis 1793. Pour les communes de moins de 10 000 habitants, une enquête de recensement portant sur toute la population est réalisée tous les cinq ans, les populations de référence des années intermédiaires étant quant à elles estimées par interpolation ou extrapolation. Pour la commune, le premier recensement exhaustif entrant dans le cadre du nouveau dispositif a été réalisé en 2005.

En 2022, la commune comptait 5 335 habitants, en évolution de +5,64 % par rapport à 2016 (Loire-Atlantique : +6,68 %, France hors Mayotte : +2,11 %).
| 1793  | 1800  | 1806  | 1821  | 1831  | 1836  | 1841  | 1846  | 1851  |
| ----- | ----- | ----- | ----- | ----- | ----- | ----- | ----- | ----- |
| 2 100 | 1 456 | 1 495 | 1 654 | 1 729 | 1 650 | 1 750 | 1 796 | 1 783 |

| 1856  | 1861  | 1866  | 1872  | 1876  | 1881  | 1886  | 1891  | 1896  |
| ----- | ----- | ----- | ----- | ----- | ----- | ----- | ----- | ----- |
| 1 726 | 1 851 | 1 833 | 1 779 | 1 794 | 1 775 | 2 392 | 2 241 | 2 270 |

| 1901  | 1906  | 1911  | 1921  | 1926  | 1931  | 1936  | 1946  | 1954  |
| ----- | ----- | ----- | ----- | ----- | ----- | ----- | ----- | ----- |
| 2 283 | 2 264 | 2 313 | 2 311 | 2 241 | 2 252 | 2 256 | 2 472 | 2 507 |

| 1962  | 1968  | 1975  | 1982  | 1990  | 1999  | 2005  | 2006  | 2010  |
| ----- | ----- | ----- | ----- | ----- | ----- | ----- | ----- | ----- |
| 2 667 | 2 685 | 2 902 | 3 478 | 3 712 | 3 777 | 4 109 | 4 181 | 4 382 |

| 2015  | 2020  | 2022  | - | - | - | - | - | - |
| ----- | ----- | ----- | - | - | - | - | - | - |
| 4 964 | 5 251 | 5 335 | - | - | - | - | - | - |

#### Pyramide des âges
La population de la commune est relativement jeune.
En 2018, le taux de personnes d'un âge inférieur à 30 ans s'élève à 36,6 %, soit en dessous de la moyenne départementale (37,3 %). À l'inverse, le taux de personnes d'âge supérieur à 60 ans est de 21,7 % la même année, alors qu'il est de 23,8 % au niveau départemental.
En 2018, la commune comptait 2 520 hommes pour 2 629 femmes, soit un taux de 51,06 % de femmes, légèrement inférieur au taux départemental (51,42 %).
Les pyramides des âges de la commune et du département s'établissent comme suit.
| Hommes | Classe d’âge | Femmes |
| ------ | ------------ | ------ |
| 0,4    | 90 ou +      | 2,2    |
| 4,6    | 75-89 ans    | 7,0    |
| 14,1   | 60-74 ans    | 14,9   |
| 19,5   | 45-59 ans    | 20,8   |
| 22,2   | 30-44 ans    | 20,9   |
| 16,0   | 15-29 ans    | 14,7   |
| 23,2   | 0-14 ans     | 19,5   |

| Hommes | Classe d’âge | Femmes |
| ------ | ------------ | ------ |
| 0,6    | 90 ou +      | 1,8    |
| 6      | 75-89 ans    | 8,6    |
| 15,1   | 60-74 ans    | 16,4   |
| 19,4   | 45-59 ans    | 18,8   |
| 20,1   | 30-44 ans    | 19,3   |
| 19,2   | 15-29 ans    | 17,4   |
| 19,5   | 0-14 ans     | 17,6   |

## Culture locale et patrimoine

### Lieux et monuments
- Le canal de la Martinière ou canal de Basse-Loire : conçu à l'origine pour faciliter le trafic maritime vers Nantes, il n'a fonctionné en réalité qu'une vingtaine d'années, de la fin du XIXe siècle au début du XXe siècle, puis fut transformé en cimetière à bateaux, et enfin en base militaire de l'OTAN. Le petit contingent d'une centaine d'hommes quitte la base de La Martinière en 1966-67, à la suite de la décision du général De Gaulle de retirer la France du commandement intégré de cette organisation militaire. C'est un espace naturel qui s'étend sur près de vingt kilomètres. Il va jusqu'à la commune de Frossay et débouche non loin du port de Paimbœuf. La salle des machines de la Martinière, bien conservée, peut se visiter. À proximité, on peut encore observer deux péniches en béton datant du début du XXe siècle ; elles servaient au transport de matériel ou de liquides.

Les quais, nommés successivement d'ouest en est « Coteaux », « l'Herminier » et « Provost », étalent leurs maisons sur près d'un kilomètre. Certaines d'entre elles datent du XVIIIe siècle ; quelques villas du XIXe siècle subsistent, telles « Villa Maria » ou « La roche aux follets », conservant parfois un style Art nouveau. À l'est, deux bâtisses abritaient autrefois « l'Encre d'or » et le « Lion d'or », restaurants-brasseries qui accueillaient les Nantais venus se promener le dimanche, activité touristique qui atteint son essor dans les années 1930-1950. Devant, sur la Loire, un môle à double cale en pierre de taille a été construit à la veille de la Première Guerre mondiale. Il a longtemps servi aux bateliers et aux pêcheurs de Loire.
- Le quai des Coteaux abrite l'activité maritime, avec l'atelier du Grand port maritime de Nantes-Saint-Nazaire. Les premiers ateliers (1883) étaient construits en bois ; leur activité première fut d'abriter le matériel du canal. Ils furent ensuite agrandis et bâtis en brique au début du XXe siècle ; à partir de cette époque, les « Coteaux » sont affectés à la maintenance des navires.
- Le quai (ou « place ») l'Herminier sert parfois de lieu de marché, de champ de foire ou plus simplement de lieu d'attente pour le bac. Il est surplombé par le château du Pellerin, ouvrage aux soubassements plus anciens que la plupart de ses murs, remaniés plusieurs fois depuis le XVIIIe siècle. La bascule qui y servait à peser les foins de Loire fut transférée dans les années 1950 sur la place du Champ-de-foire.
- Le quai Provost a perdu une grande partie de sa façade ligérienne, avec la modification du cours de la Loire, au sortir de la Deuxième Guerre mondiale. Il reste néanmoins le site privilégié des pêcheurs de civelle, qui s'amarrent le long d'un ponton de barges.

Derrière ces quais, la grand'rue (Rue Aristide Bertreux), la place de la mairie, les rues du Vieux château, des Vieux chantiers, d'Alger et des Dames sont encore majoritairement constituées de maisons typiques des bourgs de pêcheurs du XIXe siècle. Disposées les unes contre les autres, leur façade est austère, ne comportant qu'un nombre réduit d'ouvertures, le bâtiment n'excède pas deux étages, les jardins sont réduits. Les couvertures sont traditionnellement d'ardoise, mais la tuile a tendance à l'emporter depuis les années 1960. Quelques ruelles ou « venelles » étroites et pentues conduisent aux quais. Plus haut, le long de l'ancienne départementale Nantes-Paimbœuf, aujourd'hui nommée rues du Prieuré et du Clos-grillé, se dressent quelques bâtisses des années 1910-1930. Les maisons comportent plusieurs étages et possèdent une façade ornée la plupart du temps de matériaux variés (gneiss, granit, et très souvent parement de brique autour des entrées et fenêtres).
- L'église Notre-Dame du Pellerin, construite au milieu du XIXe siècle, dans un style néo-gothique. Elle remplace l'ancienne église paroissiale, incendiée en 1793.

### Personnalités liées à la commune
- Barthélémy Baraille (1882-1970), membre de la bande à Bonnot, y est décédé.
- Anne Bihan, née au Pellerin, dramaturge, poète et essayiste, auteur du Miroirs d'îles.
- Joseph Fouché 1759-1820, duc d'Otrante et homme politique. Il est né dans une maison de la rue Aristide Bertreux.
- Georges Judic (1899-1965), fils de Francis Judic (maire dans les années 1930), ingénieur et entrepreneur (carrières de la Ville-au-Vay et des Coteaux), conseiller général du canton du Pellerin au début des années 1960. Il a laissé son nom à l'ancienne piscine du Quai Provost; l'étang qui occupe la carrière de kaolin est encore surnommé « étang à Judic ».
- Adine Riom (née Adine Brobant), 1818-1899, femme de lettres.
- Le docteur Gaston Villainne, maire du Pellerin à la fin des années 1970, l'un des opposants au projet de centrale nucléaire.

### Héraldique
| Blason | Blasonnement : D'azur à la nef équipée et habillée d'or, voguant sur des ondes d'argent mouvant de la pointe, au chef cousu de sinople chargé de trois coquilles aussi d'or, celle du milieu versée. Commentaires : Blason conçu par M. Ferrand (délibération municipale du 24 mars 1946). |